# أندرسون أندرادي أنتونيس
أندرسون أندرادي أنتونيس (بالبرتغالية: Anderson Andrade Antunes‏) (15 نوفمبر 1981 في البرازيل – )؛ هو لاعب كرة قدم سابق كان يلعب كمهاجم.

## وصلات خارجية
- أندرسون أندرادي أنتونيس على موقع رابطة كرة القدم اليابانية للمحترفين (اليابانية)
- أندرسون أندرادي أنتونيس على موقع دوري كوريا الجنوبية (الإنجليزية)
- أندرسون أندرادي أنتونيس على موقع قاعدة بيانات كرة القدم.إي يو (الإنجليزية)
- أندرسون أندرادي أنتونيس على موقع Soccerway.com (الإنجليزية)
- أندرسون أندرادي أنتونيس على موقع عالم كرة القدم.نت (الإنجليزية)